# Didineis lunicornis
Didineis lunicornis ist ein Hautflügler aus der Familie der Crabronidae.

## Merkmale
Die Tiere erreichen eine Körperlänge von 6 bis 8 Millimetern (Weibchen) bzw. 5,5 bis 7 Millimetern (Männchen). Ihr Körper ist dunkel, die Basis des Hinterleibs ist rot gefärbt. Am zweiten Tergit des Hinterleibs fehlen weiße Flecken. Die Weibchen haben eine dunkle Binde auf den Flügeln. Die Art kann mit Vertretern der Gattung Alysson und einigen Wegwespenarten verwechselt werden. 

## Vorkommen
Die Art kommt in Süd- und Mitteleuropa bis nach Dänemark, östlich bis in die Mongolei vor. Sie besiedelt temperaturbegünstigte Waldränder und Heckensäume mit lückiger Vegetation und vor allem auf Magerrasen mit Lehm- und Lössböden. Sie leben aber auch in sandigen Lebensräumen; in Südeuropa werden auch Küstendünen besiedelt. Die Tiere fliegen von Juli bis Oktober. Die Art kommt in Mitteleuropa selten vor.

## Lebensweise
Die Weibchen von Didineis lunicornis legen ihre Nester im Boden an unbewachsenen Stellen an. Die Gänge sind meist flach, können aber auch deutlich in die Tiefe führen. Am Ende des Ganges befindet sich vermutlich nur eine Zelle. Die Brut wird mit Zikaden der Familien Cicadellidae und Delphacidae versorgt. 